# Johann Paul Leberecht Strack

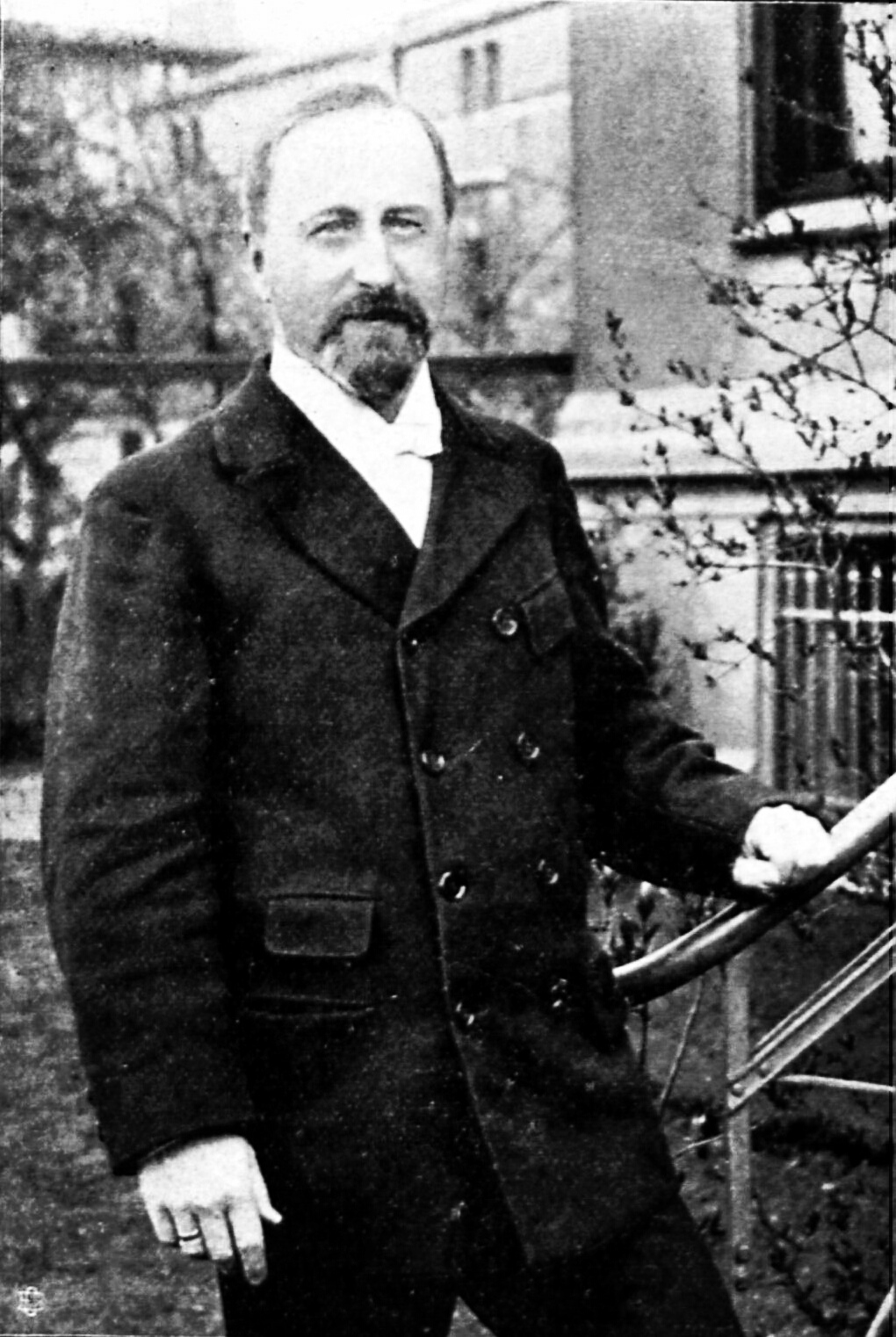
Paul Strack

Johann Paul Leberecht Strack (* 7. Januar 1863 in Rio de Janeiro; † 13. November 1930 in Lübeck) war ein deutscher Großkaufmann und Senator der Hansestadt Lübeck.

## Leben
Strack wurde in Rio de Janeiro (Brasilien) als Sohn eines Bremer Hanseaten geboren. In seinen ersten Lebensjahren zog er mit seinen Eltern nach Hamburg, besuchte dort das Johanneum und bestand 1882 ein Abitursexamen. Seine kaufmännische Ausbildung erhielt er in dem Hamburger Import-, Kommissions- und Bankgeschäft von F. W. Burchard. Nach dieser und einem kurzen Aufenthalt in der französischen Schweiz und England siedelte er 1884 nach Amerika über. Dort war er drei Jahre in New York bei der Firma Wiebusch und Hilzer Ltd., zuletzt als Direktionsmitglied, tätig. Als solches bereiste er die Südstaaten, Texas, Florida, Louisiana, … Schließlich zog es ihn 1888 nach Europa zurück und siedelte 1889, verwandtschaftlichen Beziehungen folgend, nach kurzer Zeit in Hamburg nach Lübeck, um dort Teilhaber bei der Maschinen- und Blechemballagenfabrik der Fr. Ewers & Co., das Unternehmen seines Schwagers, über. Ihm hatte das Etablissement den raschen Aufschwung, welcher ihr bald eine geachtete Stellung weit über die Grenzen Lübecks hinaus verschaffte, zu verdanken. Im Jahre 1898 fusionierte die Firma mit der Kartonage-Industrie Dresdens und wurde Teil der Dresdner Kartonagenfabrik A. G. angekauft war, trat er aus de Firma aus, um sich an mehreren industriellen Unternehmungen zu beteiligen. Strack zog sich, nachdem er noch zwei Jahre lang deren Lübecker Filiale mit geleitet hatte, einstweilen von der geschäftlichen Tätigkeit zurück.
1900 wurde Strack zum Mitglied der Handelskammer, später auch der Gewerbekammer, erwählt und gehörte mehrere Jahre dem Vorstand des Lübecker Industrie-Vereins an. Die erste Anregung zu dem Bau einer Bahnverbindung nach Schlutup wurde in einem seiner Vorträge im Industrie-Verein gegeben. Die Erweiterung der Dampfschiffs-Reederei „Horn“ und deren Verlegung von Schleswig nach Lübeck ist auf sein Betreiben zurückzuführen. Auch an der Ermöglichung des Lübeckischen Hochofenwerkes und der Gründung der landwirtschaftlichen Zentrale hatte er lebhaften Anteil. Ferner trat Strack, selber Besitzer einer Yacht, für die Ausdehnung des Segelsports ein. Er gehörte dem Vorstand des Lübecker Yacht-Clubs an.
Die Tätigkeit Stracks im Dienste der größeren Öffentlichkeit begann 1903 mit seiner Wahl in die Bürgerschaft. Als bürgerlicher Deputierter war er bei der Baudeputation, der Kanalverwaltung, dem Finanzdepartement (Sektion Travemünde) und der Vorsteherschaft des Heiligen-Geist-Hospitals. Zu deren Vorsteher wurde er am 31. Januar 1906 gewählt. Ein Jahr später wurden er in den Bürgerausschuss gewählt. Auch als Mitglied der Geheimkommission für den Vertrag über den Neubau des Bahnhofs fand er Gelegenheit seine umfassenden Kenntnisse und geschäftlichen Erfahrungen zu verwerten.
Am Montag, den 22. April 1906, wurde an Stelle des am 3. April verstorbenen Senators Emil Wolpmann, der Kaufmann Strack nach den Vorschriften der Verfassung zum Mitglied des Senates erwählt. Als dieser war er Mitglied der Kommission für Handel und Schifffahrt, Zollkommission, Steuerbehörde, Baudeputation (Lotsenwesen), Kanalbaubehörde und Verwaltungsbehörde für städtische Gemeindeanstalten.
Die Gesellschaft zur Beförderung gemeinnütziger Tätigkeit wählte Strack am 11. November 1913 in ihren Vorstand.
Er übte das Amt bis zu seinem Tode aus, zuletzt als Vertreter Lübecks im Reichsrat.

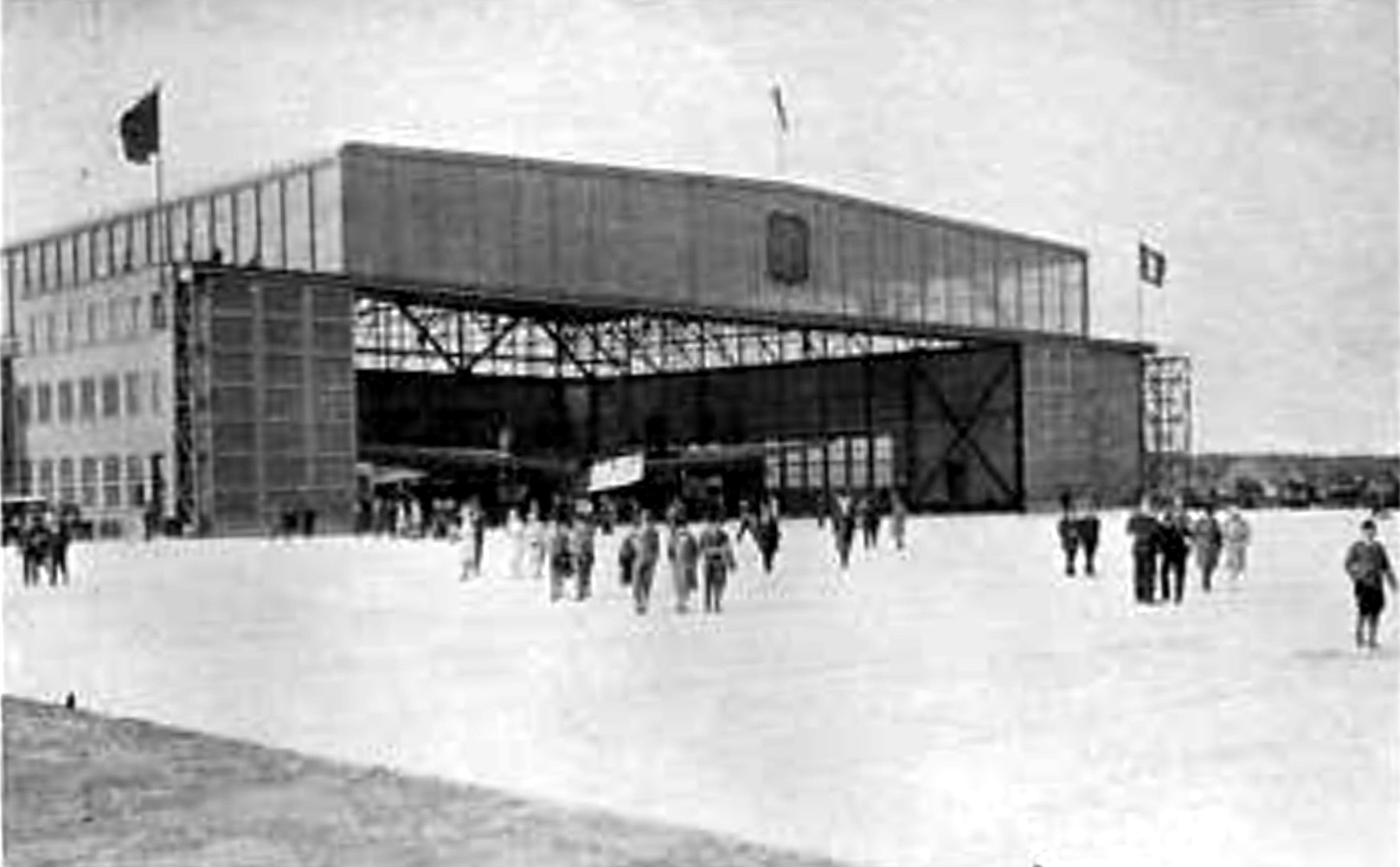
Flughafen

Mit dem Namen seines Schöpfers verbunden war der hanseatische Seeflughafen in Travemünde. Dieser war das Denkmal, das er sich selbst gesetzt hatte. Gegen alle Widerstände setzte er durch, dass der kombinierte See- und Landflughafen auf den Priwall, welcher sich als die idealste Stelle hierfür erwies, kam. Als Zeichen des Danks für Stracks vorausschauende Förderung umkreiste zur Stunde der Trauerfeier, die im Inneren der Kirche stattfand, ein Flugzeug mit schwarzen Trauerfloren St. Marien. Die Gedächtnisrede wurde von Wilhelm Jannasch, Hauptpastor von St. Aegidien, gehalten.
Ende 1928 wurde Strack für die Jahre 1929 und 1930 zum stellvertretenden Bürgermeister gewählt.